# Nicolò Poggi
Nicolò Poggi (Albisola, 1865 – Albisola, 1915) è stato un ceramista italiano.

## Biografia

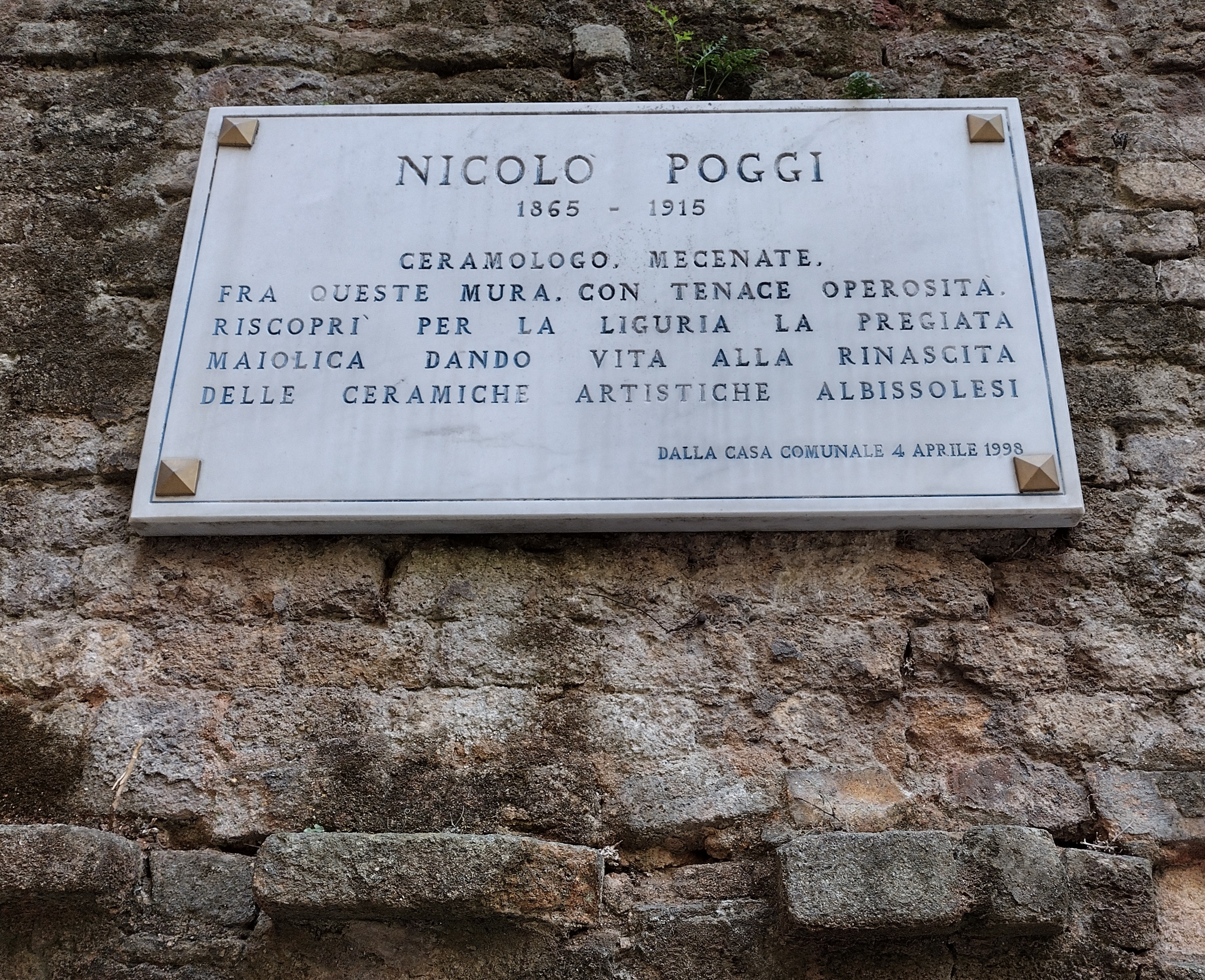
Lapide in memoria dell'artista

Studia all'Accademia Albertina e nel 1889, insieme al fratello Antonio, entra in possesso della manifattura di ceramiche di Albissola "Maria Rosciano vedova Poggi & figli". Con il pittore torinese Luigi Quaglino la trasforma in "Quaglino & Poggi", società produce vasi e piatti in stile Liberty e cessa nel 1902, quando Poggi si mette in proprio.. Nel 1905 acquista la manifattura "Quinzio & Canepa" di Sampierdarena. Nella sua manifattura, hanno lavorato Dario Ravano e Pietro Rabbia. Poggi era considerato dai contemporanei, oltre che il principale fabbricante de ceramiche di Albissola, anche "un buon marinaio".
Il comune di Albissola Marina ha intitolato al Poggi una piccola piazza del centro storico.